# FORMAC
El lenguaje FORMAC (FORmula MAnipulation Compiler), una extensión del FORTRAN con un amplio conjunto de extensiones para la manipulación simbólica de expresiones. Fue diseñado e implementado en la década de 1960 por Jean E. Sammet, como ayuda a la computación científica y de ingeniería.
Originalmente tenía una sintaxis y estructura general similar a FORTRAN, disponiendo de los tipos de datos admitidos en FORTRAN, además de números racionales, símbolos, matrices y expresiones. Los programas FORMAC podrían incluir subrutinas y funciones, y podrían utilizar otras facilidades de FORTRAN. Se implementó como un preprocesador en la parte superior de FORTRAN. A diferencia de los sistemas matemáticos simbólicos posteriores no disponía de meta-expresiones (reglas). Fue utilizado hasta principios de los años noventa.